# Santi Wibowo
Santi Wibowo (* 15. November 1974) ist eine ehemalige Schweizer Badmintonspielerin.
Von 1991 bis 1993 gewann Wibowo alle neun möglichen Juniorentitel in der Schweiz. Im letztgenannten Jahr sicherte sie sich auch ihren ersten Titel bei den Erwachsenen. 18 weitere Titel folgten bis 2003. 1999 gewann sie dabei alle drei möglichen Titel.
International konnte sie sich 1996 für Olympia qualifizieren. Im Einzel kämpfte sie sich bis in Runde zwei vor und wurde 17. Im Damendoppel verlor sie ihr Auftaktmatch und wurde in dieser Disziplin ebenfalls 17. 

## Erfolge
| Saison | Veranstaltung                          | Disziplin   | Sieger                               |
| ------ | -------------------------------------- | ----------- | ------------------------------------ |
| 1991   | Schweizer Meisterschaften der Junioren | Mixed       | Stephan Wapp / Santi Wibowo          |
| 1991   | Schweizer Meisterschaften der Junioren | Dameneinzel | Santi Wibowo                         |
| 1991   | Schweizer Meisterschaften der Junioren | Damendoppel | Santi Wibowo / Yvonne Naft           |
| 1992   | Schweizer Meisterschaften der Junioren | Dameneinzel | Santi Wibowo                         |
| 1992   | Schweizer Meisterschaften der Junioren | Damendoppel | Santi Wibowo / Yvonne Naft           |
| 1992   | Schweizer Meisterschaften der Junioren | Mixed       | Didier Page / Santi Wibowo           |
| 1993   | Schweizer Meisterschaften der Junioren | Mixed       | Didier Page / Santi Wibowo           |
| 1993   | Schweizer Einzelmeisterschaften        | Mixed       | Lawrence Chew Si Hock / Santi Wibowo |
| 1993   | Schweizer Meisterschaften der Junioren | Dameneinzel | Santi Wibowo                         |
| 1993   | Schweizer Meisterschaften der Junioren | Damendoppel | Sandha Rolf / Santi Wibowo           |
| 1994   | Schweizer Einzelmeisterschaften        | Damendoppel | Yvonne Naef / Santi Wibowo           |
| 1994   | Schweizer Einzelmeisterschaften        | Mixed       | Lawrence Chew / Santi Wibowo         |
| 1995   | Schweizer Einzelmeisterschaften        | Mixed       | Robbert de Kock / Santi Wibowo       |
| 1995   | Schweizer Einzelmeisterschaften        | Damendoppel | Silvia Albrecht / Santi Wibowo       |
| 1996   | Schweizer Einzelmeisterschaften        | Damendoppel | Silvia Albrecht / Santi Wibowo       |
| 1997   | Schweizer Einzelmeisterschaften        | Dameneinzel | Santi Wibowo                         |
| 1997   | Schweizer Einzelmeisterschaften        | Mixed       | Stephan Wapp / Santi Wibowo          |
| 1998   | Schweizer Einzelmeisterschaften        | Dameneinzel | Santi Wibowo                         |
| 1998   | Schweizer Einzelmeisterschaften        | Damendoppel | Santi Wibowo / Judith Baumeyer       |
| 1999   | Schweizer Einzelmeisterschaften        | Dameneinzel | Santi Wibowo                         |
| 1999   | Schweizer Einzelmeisterschaften        | Damendoppel | Santi Wibowo / Judith Baumeyer       |
| 1999   | Schweizer Einzelmeisterschaften        | Mixed       | Morten Bundgaard / Santi Wibowo      |
| 2000   | Schweizer Einzelmeisterschaften        | Dameneinzel | Santi Wibowo                         |
| 2001   | Schweizer Einzelmeisterschaften        | Damendoppel | Judith Baumeyer / Santi Wibowo       |
| 2001   | Schweizer Einzelmeisterschaften        | Mixed       | Pascal Bircher / Santi Wibowo        |
| 2002   | Schweizer Einzelmeisterschaften        | Dameneinzel | Santi Wibowo                         |
| 2002   | Schweizer Einzelmeisterschaften        | Damendoppel | Santi Wibowo / Judith Baumeyer       |
| 2003   | Schweizer Einzelmeisterschaften        | Mixed       | Santi Wibowo / Paulo von Scala       |